# Kim Song-Gi
Kim Song-Gi (født 23. oktober 1988) er en nordkoreansk fodboldspiller.

## Nordkoreas fodboldlandshold
| Nordkoreas landshold | Nordkoreas landshold | Nordkoreas landshold |
| År                   | Kmp                  | Mål                  |
| -------------------- | -------------------- | -------------------- |
| 2010                 | 1                    | 0                    |
| 2011                 | 3                    | 0                    |
| Total                | 4                    | 0                    |